# Ministerie van Sociale Zaken en Volksgezondheid
Het Ministerie van Sociale Zaken en Volksgezondheid (SZV) was tussen 1951 en 1971 een Nederlands ministerie.
Voorloper van het Ministerie van Sociale Zaken en Volksgezondheid was het Ministerie van Sociale Zaken
Beleidsterreinen van SZV waren arbeidsbescherming, arbeidsvoorwaarden, arbeidsvoorziening, arbeidsverhoudingen, bijstand, emigratie, sociale zekerheid, volksgezondheid en werkgelegenheid. Na 1963 vielen ook publiekrechtelijke bedrijfsorganisatie en bezitsvorming onder het ministerie.
In 1971 werd volksgezondheid bij het Ministerie van Volksgezondheid en Milieuhygiene ondergebracht.
De naam van Ministerie van Sociale Zaken en Volksgezondheid werd weer Ministerie van Sociale Zaken.

## Ministers van Sociale Zaken en Volksgezondheid
- kabinet-De Jong	1967-1971	Bauke Roolvink
- kabinet-Zijlstra	1966-1967	Gerard Veldkamp
- kabinet-Cals	1965-1966	Gerard Veldkamp
- kabinet-Marijnen	1963-1965	Gerard Veldkamp
- kabinet-De Quay	1959-1963	Charles van Rooy / Victor Marijnen / Gerard Veldkamp
- kabinet-Beel II	1958-1959	Louis Beel (a.i.)
- kabinet-Drees III	1956-1958	Ko Suurhoff
- kabinet-Drees II	1952-1956	Ko Suurhoff
- kabinet-Drees I	1951-1952	Dolf Joekes

Algemene Zaken (AZ) · 
Asiel en Migratie (A&M) · 
Binnenlandse Zaken en Koninkrijksrelaties (BZK) · 
Buitenlandse Zaken (BZ) ·
Defensie (Def) · 
Economische Zaken (EZ) · 
Financiën (Fin) · 
Infrastructuur en Waterstaat (I&W) · 
Justitie en Veiligheid (J&V) · 
Klimaat en Groene Groei (KGG) · 
Landbouw, Visserij, Voedselzekerheid en Natuur (LVVN) ·
Onderwijs, Cultuur en Wetenschap (OCW) · 
Sociale Zaken en Werkgelegenheid (SZW) · 
Volksgezondheid, Welzijn en Sport (VWS) · 
Volkshuisvesting en Ruimtelijke Ordening (VRO)

Voormalige ministeries:
Algemene Oorlogvoering van het Koninkrijk (AOK) ·
Arbeid, Handel en Nijverheid ·
 Binnenlandse Zaken en Landbouw ·
Cultuur, Recreatie en Maatschappelijk Werk (CRM) ·
Economische Zaken en Arbeid ·
Economische Zaken, Landbouw en Innovatie (EL&I) · 
Eredienst ·
Handel en Nijverheid ·
Handel, Nijverheid en Landbouw ·
Handel, Nijverheid en Scheepvaart ·
Infrastructuur en Milieu ·
Justitie (Just) ·
Koloniën, later Overzeese Gebiedsdelen ·
Landbouw, Natuurbeheer en Visserij ·
Landbouw, Nijverheid en Handel ·
Landbouw en Visserij ·
Landbouw, Visserij en Voedselvoorziening ·
Maatschappelijk Werk ·
Marine ·
Oorlog ·
Onderwijs en Wetenschappen ·
 Onderwijs, Kunsten en Wetenschappen ·
Openbare Werken ·
Openbare Werken en Wederopbouw ·
Sociale Zaken en Volksgezondheid ·
Verkeer ·
Verkeer en Energie ·
Verkeer en Waterstaat (V&W) · 
Volksgezondheid en Milieuhygiëne ·
Volkshuisvesting en Bouwnijverheid ·
Volkshuisvesting, Ruimtelijke Ordening en Milieubeheer (VROM) ·
Waterstaat ·
Waterstaat, Handel en Nijverheid ·
Wederopbouw en Volkshuisvesting ·
Welzijn, Volksgezondheid en Cultuur (WVC)